# Latinoamérica (Mujeres Muralistas)
Latinoamérica fue el primer mural realizado por el colectivo de artistas Mujeres Muralistas en 1974. Estuvo situado en Mission Street y 25th Street en el Distrito de la Misión. La organización Mission Model Cities fue quien les realizó el encargo de crear un mural que representara la cultura latina de la zona.  Fue la primera y la última vez que el núcleo de Mujeres Muralistas crearía un mural juntas ya que los murales posteriores del colectivo fueron diseñados y liderados por una o dos de sus integrantes principales, en colaboración con asistentes y artistas vinculadas al grupo.

## Contexto
A comienzos de la década de 1960, el Área de la Bahía de San Francisco se consolidó como un epicentro de activismo multirracial, movilización política e innovación artística. Este contexto propició una intensa producción de arte público, especialmente carteles y murales, orientados tanto a la afirmación cultural como a la transformación social. En un entorno dominado mayoritariamente por hombres, cuatro estudiantes de arte decidieron, en 1974, crear un colectivo desde una perspectiva feminista latina. Así nació Mujeres Muralistas, integrado por Graciela Carrillo, Consuelo Méndez, Irene Pérez y Patricia Rodriguez. Sus obras, muy visibles en el Distrito de la Misión, captaron la atención a nivel nacional e inspiraron a muchas otras mujeres. Su primer gran proyecto conjunto fue Latinoamérica (1974) que marcó un hito al redefinir la estética latina y ampliar los horizontes del arte en Estados Unidos.

## Realización
Mission Model Cities era una organización ubicada en el barrio de la Misión. Consuelo Méndez, tras ser contratada para pintar el muro del estacionamiento —de aproximadamente 6 por 23 metros—, invitó a sus compañeras a participar en el proyecto. Comprometidas con un proceso colaborativo, las artistas se reunían semanalmente para definir el tema central del mural. Acordaron que debía transmitir un mensaje positivo sobre la diversidad del Distrito de la Mission, con especial atención a la representación de mujeres y niños. Dedicaron dos meses a la investigación y al diseño. Méndez se centró en su herencia venezolana; Pérez, en plantas representativas de México; Carrillo, en la reinterpretación de iconografía prehispánica; y Rodriguez, en los paisajes y culturas indígenas de Perú y Bolivia. Su objetivo era representar estos países latinoamericanos para los habitantes del barrio, fomentando tanto el orgullo individual como el intercambio cultural.
Para lograrlo, utilizaron en su mural muchos simbolismos relevantes para los latinos, como una pirámide de tallos de maíz para realzar el papel que desempeñaba el maíz en la vida de los pueblos indígenas americanos.  Otro de los símbolos culturalmente significativos del mural son un águila azteca y los antepasados; este homenaje a la mitología latinoamericana tendió un puente entre la comunidad latina y su "pasado indígena como forma de empoderamiento cultural".  El mural reconocía y honraba a latinos tanto de Norteamérica como de Sudamérica en un esfuerzo por fomentar una "identidad panlatina".  Al igual que el distrito de la Misión, las Mujeres Muralistas contaban con un grupo diverso de latinas, cuyas singulares identidades culturales y nacionales influyeron en sus aportaciones estilísticas a Latinoamérica.   La representación de mujeres y niños en Latinoamérica fue la forma que tuvieron las Mujeres Muralistas de redefinir los murales latinos, celebrando a la comunidad latina con imágenes vibrantes en lugar de recrear la oscura estética de "sangre y vísceras" pintada por sus homólogos masculinos.

## Composición
La composición del mural remite a obras de Diego Rivera, como La creación de un fresco (1931), pintado en el San Francisco Art Institute (SFAI), y La historia de México (1929-1935), ubicada en el Palacio Nacional de Ciudad de México, en la que se representan personajes y episodios históricos desde la conquista hasta la década de 1930. Aunque el mural del colectivo no persigue el mismo propósito didáctico que los de Rivera, adopta una estructura similar: escenas múltiples y autónomas que optimizan visualmente el espacio disponible. No obstante, las Mujeres Muralistas optaron por organizar las viñetas de Latinoamérica dentro de una disposición más abierta y espaciosa. En el panel central, una imagen en perspectiva muestra una hilera de tallos de maíz y magueyes al frente, seguida de franjas de color en forma de escalones piramidales que conducen hacia un gran sol, en cuyo interior se representa una familia nuclear, con un énfasis visual en la figura materna y los niños.
Mediante una composición simétrica, organizaron en el lado izquierdo del mural figuras como danzantes indígenas venezolanos, músicos peruanos, alpacas y mujeres guatemaltecas con trajes típicos; en el lado derecho incluyeron un danzante de diablo boliviano, paisajes mexicanos tanto prehispánicos como contemporáneos, y una escena de la calle Mission con habitantes de distintos orígenes. A lo largo de la obra, integraron flora y fauna representativa de cada país —árboles, plantas, aves y animales— que enriquecen la atmósfera visual. El borde inferior con plantas de maíz y maguey, junto con un horizonte que recorre la parte superior, enmarcan las escenas diversas y contribuyen a una panorámica construida a partir de múltiples paisajes interrelacionados.